# 병풍

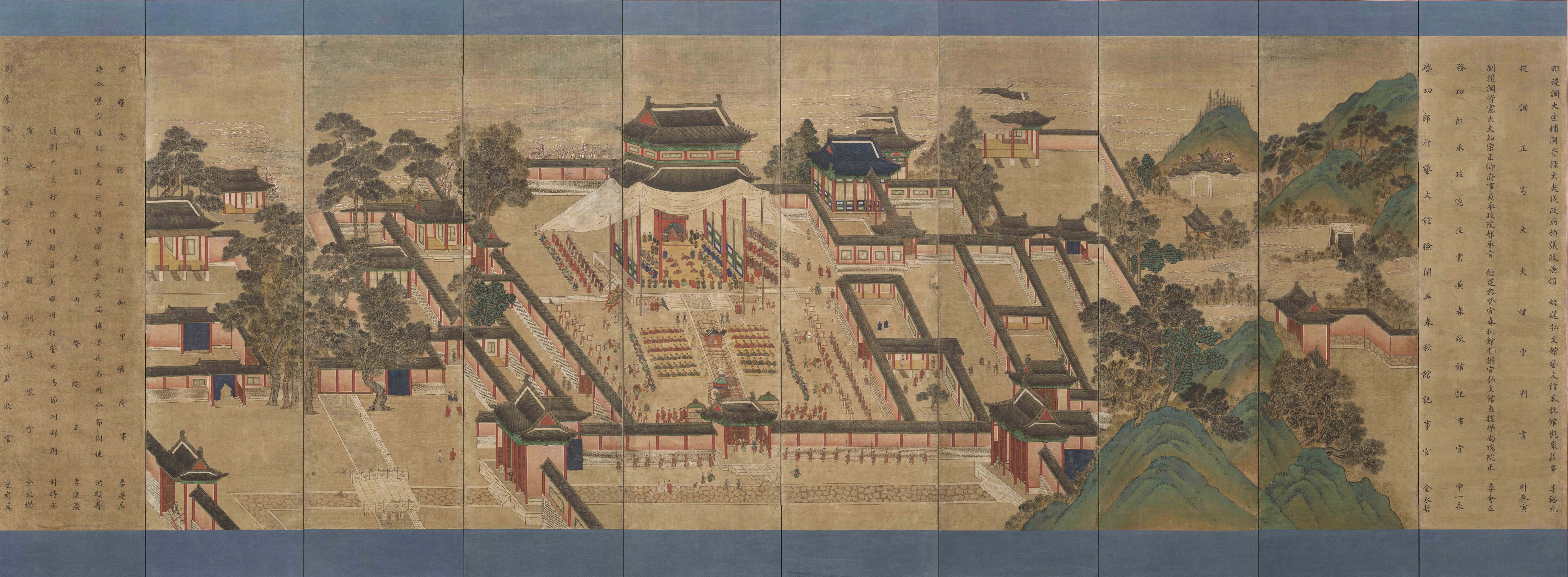

병풍(屛風, 영어: folding screen)은 바람을 막거나 무엇을 가리기 위하여, 또는 장식용으로 방 안에 치는 물건이다. 일반적으로 장방형으로 짠 나무틀에 종이를 바르고 그 위에 그림이나 자수, 글씨 등을 붙여 펴고 접을 수 있게 이었다. 2폭에서 12폭까지 짝수로 이루어져 있으며, 2폭병풍을 특히 곡병풍, 또는 가리개라 하고, 머리맡에 치는 것을 머리병풍 또는 침병이라고 한다.
병풍은 전통적으로 제사에 사용된다. 이는 상징적으로 제사를 받는 입장을 세속으로부터 은폐하거나 격리시키는 기능을 가진다.

## 문화재 지정
- 일월반도도 병풍 - 대한민국의 보물 제1442호
- 왕세자탄강진하도 병풍 - 대한민국의 보물 제1443호

## 같이 보기
- 시누아즈리
- 족자
- 샤워

1. ↑  병풍에 숨겨진 '인간의 심리'